# Cour suprême de Suède
Pour les autres articles nationaux ou selon les autres juridictions, voir Cour suprême.
Ne doit pas être confondu avec Cour administrative suprême de Suède.
La Cour suprême de Suède (suédois : Högsta domstolen) est l'une des deux instances suprêmes du pouvoir judiciaire suédois. Elle est la plus haute instance pour les contentieux de droit civil et de droit pénal. La plus haute instance pour les contentieux de droit administratif est par contre la Cour administrative suprême (suédois : Högsta förvaltningsdomstolen).
La Cour suprême a été créée en 1789. Les membres de la Cour suprême doivent être au moins au nombre de 14, et doivent être juges. Ils sont appelés justitieråd (littéralement conseillers de justice) et sont nommés par le gouvernement. C'est également le gouvernement qui désigne parmi les membres de la Cour suprême celui qui tient le rôle de président.
Depuis 1949, le siège de la Cour suprême est le palais de Bonde dans la vieille ville de Stockholm.